# Handsome Furs
Handsome Furs – kanadyjski zespół indierockowy założony zimą 2005 roku przez członka Wolf Parade – Dana Bocknera i jego narzeczoną Alexei Perry. W 2009 roku zespół dał cztery koncerty w Polsce - w Krakowie, we Wrocławiu w Warszawie oraz na Off Festivalu w Mysłowicach. 
W 2012 roku zespół został rozwiązany.

## Dyskografia
- Plague Park (2007)
- Face Control (2009)
- Sound Kapital (2011)